# Johannes Rösing (Politiker, 1793)
Johannes Rösing (* 1. September 1793 in Bremen; † 8. Oktober 1862 in Bremen) war ein deutscher Kaufmann und Bremer Politiker.

## Biografie
Rösing war der Sohn eines Textilkaufmanns. Nach der Familienzählung war er der III. von X dieses Vornamens. Er erlernte den Beruf seines Vaters. Von 1813 bis 1814 war er Freiwilliger in der Hanseatischen Legion und bei den Lützower Jägern in den Befreiungskriegen. Sein gleichnamiger Sohn Johannes Rösing (IV) (1833–1909) war Rechtsanwalt, Redakteur, Diplomat und hoher kaiserlicher Beamter. Der Johannes-Rösing-Weg in Bremen-Obervieland wurde nach Johannes Rösing (V) (1866–1953), Syndicus der Handelskammer und Sohn von IV, benannt.

### Linnen- und Bankgeschäfte
Er begründete in Bremen 1817 einen Import/Export-Handel mit Leinen mit einem Comptoir in der Langenstraße Nr. 103. Carl Ferdinand Plump, der Bruder seiner Frau Elisabeth, wurde um 1827 sein Partner. In den 1830er Jahren erweiterte die Firma Rösing & Plump ihren Geschäftsbereich: „Linnenhandlung und Wechselgeschäft“ hieß es nun. Zunehmend konzentrierten sie sich auf das einträgliche Bankgewerbe. Als Folge seiner politischen Verfolgungen schied Rösing 1842 aus dem Unternehmen aus, das in der Folge den Namen Bankhaus Carl F. Plump & Co. trug und Geschäftsräume in der Langenstraße 19 unterhielt. Ein Bankgeschäft als Rösing und Compagnie blieb nach 1839 weiter bestehen.

### Radikal-liberaler Politiker
In den 1820er Jahren wurde Rösing Mitglied im Bremer Bürgerkonvent. Er vertrat politisch sehr liberale und volksbezogene Positionen und wurde deshalb 1835 verfolgt, verhört und verhaftet. So traf er die Entscheidung, ins Exil zu gehen. Er hielt sich dann in Paris auf und konnte 1837 wieder zurückkehren. Als guter Redner fand er unter den jungen Kaufleuten der Vereinigung Union zahlreiche Anhänger. Politisch wollte er eine demokratische Verfassung in Bremen erreichen, in der die Rechte des „Kleinen Mannes“ hinreichend Berücksichtigung finden sollten. Im Juli 1848 waren Rösing, Nikolaus Ordemann und der Uhrmacher Georg Meyer Gründer des Demokratischen Vereins, der aus zünftigen Handwerkern bestand. Die Kommunisten verließen bald diesen Verein und bildeten einen Allgemeinen Arbeiterverein. Rösing propagierte einen bewaffneten Volksaufstand und stand in Kontakt zu dem Theologen und demokratischen Revolutionär Rudolph Dulon, Pastor an der Bremer Kirche Unser Lieben Frauen. Bei seinen Reisen nahm er Kontakt zu den Revolutionären dieser Zeit auf, unter anderem traf er Karl Marx in London. Seine politische Haltung führte zu Haussuchungen und Gefängnisaufenthalten. In deren Folge übergab er seine Bank dem Compagnon und Schwager Plump. Nach 1848 gehörte er bis zu seinem Tode 1862 der Bremischen Bürgerschaft an.

## Werke
- Johannes Rösing: An Bremens gemeinen Mann von dessen Mitbürger Johannes Rösing, Brockhaus, Leipzig 1843.
- Johannes Rösing: Das Criminalgericht in Bremen vor den Richterstuhl der öffentlichen Meinung gezogen, Brockhaus, Leipzig 1844.